# Spatangus californicus
Spatangus californicus är en sjöborreart som beskrevs av Hubert Lyman Clark 1917. Spatangus californicus ingår i släktet Spatangus och familjen sjömöss. Inga underarter finns listade i Catalogue of Life.